# Juana la Macarrona

La Macarrona, vor 1910

Juana la Macarrona, eigentlich Juana Vargas de la Hera oder de Las Heras (* 3. Mai 1870 in Jerez de la Frontera; † 12. April 1947 in Sevilla), war eine spanische Flamenco-Tänzerin. In den Jahrzehnten der Cafés cantantes war sie neben Magdalena la Malena die maßgebliche Tänzerin, die die Bewegungen und Posen des Flamenco entwickelte und seine Attraktivität bereicherte.

## Leben

### Startänzerin derCafés cantantes

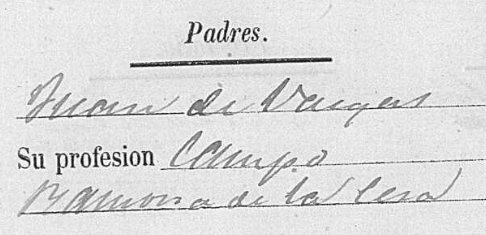
Taufbuch-Eintrag

Juanas Mutter Ramona de la Hera war Sängerin, ihr Vater Juan Vargas war Landarbeiter und Gitarrist. Schon als Kind tanzte Juana bei den Auftritten ihrer Eltern, mit denen ihre Familie sich Geld verdiente. Mit acht Jahren trat sie in Silverio Franconettis Café cantante auf, dem Salón Recreo in Sevilla. Es folgten Auftritte im Las Siete Revueltas und im Café de la Alegría in Málaga, 1886 erneut in Silverio Franconettis Café und im Café del Burrero. Danach folgten erneute Auftritte in Málaga, im Café del Sevillano und schließlich in Madrid im Café Romero.
Bei der Weltausstellung 1889 in Paris tanzte La Macarrona im großen Theater der Ausstellung. 1893 wurde ihre „Entführung“ in der Presse kolportiert. Sie selbst sagte Jahre später, es habe sich um eine Liebesaffäre mit einem reichen Bankier gehandelt. Er habe ihr viele Brillanten geschenkt. Sie habe einige Zeit aufgehört zu arbeiten und sich mit ihm die Wohnung geteilt. Letztlich habe sie sich jedoch nicht in eine dauerhafte Beziehung ergeben.
In den folgenden Jahren bis 1900 wechselten sich Auftritte in Madrid mit solchen in Sevilla ab. In Madrid tanzte sie im Liceo Rius und im Salón Variedades, in Sevilla im Novedades. 1895 reiste sie gemeinsam mit einer Gruppe anderer Flamenco-Künstlerinnen und -Künstler, unter ihnen auch Magdalena la Malena, nach Berlin. Über die Aufnahme in Deutschland berichtete die Zeitung El Provenir aus Sevilla:

«El género flamenco (…) es nuevo para los alemanes, y a juzgar por que lo que dicen de los gitanos españoles los referidos periódicos, el número que más agrada es el de bailables sevillanos (…) La Macarrona, la Cotufera y las hijas del Ciego, hacen las delicias de los alemanes en diferentes números de baile que se ejecutan. De La Macarrona se ocupan bastante los periódicos.»

„Die Gattung des Flamenco (…) ist neu für die Deutschen, und nach dem, was die oben genannten Zeitungen über die spanischen Gitanos sagen, sind die Nummern, die am besten gefallen, die sevillanischen Tanzstücke (…) Die Macarrona, die Cotufera und die Töchter von Ciego entzücken die Deutschen in verschiedenen Tanznummern. Besonders mit La Macarrona befassen sich die Zeitungen.“

Die ersten Jahre des neuen Jahrhunderts bewegte sie sich hauptsächlich zwischen Madrid, Sevilla und Paris. Im Novedades trat sie Saison für Saison gemeinsam mit ihrem Partner Antonio Ramírez auf. 1908 und 1909 reiste sie für mehrere Vorstellungen nach Paris. 1910 tanzte sie als Erste Tänzerin im Kursaal Imperial in Madrid. 1911 tanzte sie im Trianón Palace in Madrid an der Seite von Rafael Ortega die Hauptrolle in Fiesta Andaluza:

«No se cansaban los espectadores de aplaudir ni la artista cañí de bailar y cantar farrucas, chuflas, garrotines y todos los bailes de género flamenco, en los que la Macarrona resulta insuperable por el carácter, la gracia y el clasicismo.»

„Die Zuschauer wurden nicht müde zu applaudieren, ebenso wenig wie die Roma-Künstlerin müde wurde, Farrucas, Chuflas, Garrotines und alle Tänze der Gattung Flamenco zu tanzen und zu singen, in denen die Macarrona wegen ihres Charakters, ihrer Anmut und ihres klassischen Stils unübertroffen ist.“

1912 gab sie ein Gastspiel im Pariser Olympia. 1916 tanzte sie zur Einweihung der Villa Rosa in Barcelona. 1918 trat sie gemeinsam mit Antonio Ramírez im Kursaal Internacional in Sevilla auf. Dort filmten Sergei Djagilew und Léonide Massine ihre Auftritte.

### Hüterin der klassischen Form
Im Januar 1922 nahm sie in Madrid an der Show Ases del arte flamenco teil. Im selben Jahr lud Manuel de Falla zur Teilnahme am Wettbewerb für ernsten Gesang (cante jondo) ein, den er gemeinsam mit Federico García Lorca organisierte. Ricardo Molina beschrieb ihre Ausstrahlung:

«La Macarrona, flexible como si hubiera quedado plantada en sus inolvidable dieciséis años, se hizo diosa de un rito antiguo, lleno de parsimonia y de misterio, que luego recobraba ardor y acelerado ritmo.»

„La Macarrona, geschmeidig, als ob sie die unvergessliche Sechzehnjährige geblieben wäre, wurde zur Göttin eines alten Ritus voll Zurückhaltung und Geheimnis, der später wieder Feuer fing und im Rhythmus Tempo aufnahm.“

Zum selben Anlass schrieb Ramón Gómez de la Serna:

«La Macarrona es la superviviente del baile jondo y ha quedado consagrada como la única. Es que es maravillosa e inimitable, porque no solo su danza, sino el tamaño y color de su falda se atienen a la medida antigua.»

„Die Macarrona ist die Überlebende des ernsten Tanzes und die einzige, die sich ihm noch widmet. Sie ist wunderbar und unnachahmlich, weil nicht nur ihr Tanz, sondern auch Form und Farbe ihres Rockes dem alten Maß folgen.“

1923 nahm sie der Salón Variedades wieder unter Vertrag. 1925 trat sie bei der Eröffnung des Patio flamenco im Hotel Alfonso XIII in Sevilla auf.

### Die späten Jahre
Trotz ihrer Bindung an die alten Formen ließ sie sich 1926 auf die Ópera flamenca ein. In ganz Spanien sah man sie bei groß angelegten Aufführungen, die der Impresario Carlos Hernández Vedrines organisierte. In einem Interview mit dem Correo de Andalucía sagte sie jedoch, dass ihr Körper dem fortgeschrittenen Alter Tribut zolle. Daher wolle sie sich von der großen Bühne verabschieden.
La Macarrona gründete eine Tanzschule in einem einfachen Viertel von Sevilla und trat weiterhin im Kursaal und im Tronío auf. 1927 nahm sie am Certamen Nacional de Cante Flamenco in Madrid teil. 1929 tanzte sie in einer Flamenco-Show von Paco Aguilera auf der Bühne des Principal Palace in Barcelona. 1930 war sie Stargast einer großen Flamenco-Show, die Pastora Imperio in Málaga inszenierte. Im selben Jahr trat sie auch bei der internationalen Ausstellung in Barcelona auf. 1933 nahm sie an La Argentinitas Tanztheaterstücken Las Calles de Cádiz und El Café de Chinitas teil. Mit diesen Stücken ging sie 1934 auf Tournee in Spanien und nach Paris.
1936 tanzte sie bei einem Staatsempfang im Alcázar von Sevilla. 1938–1940 ging sie erneut auf Tournee mit Las Calles de Cádiz, diesmal unter der Leitung von Concha Piquer mit Pilar López, La Niña de los Peines, Rita Ortega und Magdalena la Malena. Damit hatte sie, im Alter von 70 Jahren, ihre letzten professionellen Auftritte. Zwischen 1937 und 1940 arbeitete sie auch mit dem Sänger Antonio Mairena in Sevilla zusammen.
1942 organisierte Pepe Marchena eine Hommage zu Ehren von La Macarrona in Sevilla. Mitte der 1940er Jahre lebte sie verarmt und in schlechter körperlicher Verfassung, wie aus einem Interview mit der Zeitung ABC von 1945 hervorgeht. Um ihr zu helfen, organisierte das Sindicato Provinciál del Espectáculo de Sevilla für sie im März 1946 eine Hommage im Teatro San Fernando. Bei dieser Gelegenheit nahm sie ihren endgültigen Abschied von der Bühne. Aufgrund ihrer körperlichen Verfassung war sie nur noch zu einem kurzen Auftritt in der Lage. Sie starb am 12. April 1947, den Zeitdokumenten zufolge einsam und vergessen.

## Rezeption
La Macarrona wird allgemein als herausragende Tänzerin ihrer Epoche anerkannt. Sie beherrschte alle Palos des damaligen Repertoires, besonders meisterhaft die Alegría, den Tango flamenco und die Soleá. Fernando el de Triana würdigte sie mit den Worten:

«Ésta es la que hace muchos años reina en el arte de bailar flamenco, porque la dotó Dios de todo lo necesario para que así sea: cara gitana, figura escultural, flexibilidad en el cuerpo, y gracia en los movimientos y contorsiones, sencillamente inimitables (…)»

„Sie ist diejenige, die seit vielen Jahren in der Kunst regiert, Flamenco zu tanzen, denn Gott hat sie mit allem begabt, was dazu nötig ist: die Ausstrahlung einer Gitana, eine bildschöne Figur, Geschmeidigkeit im Körper und einfach unnachahmliche Anmut in den Bewegungen und Windungen (…)“

Pilar López, selbst überragende Tänzerin einer späteren Generation, rühmte ihre unübertreffliche Beherrschung der Bata de cola, ihre Fußtechnik, ihre unnachahmlichen Desplantes und ihre wunderbaren Handbewegungen.
Ihr Zeitgenosse Pablillos de Valladolid war, wie viele andere, von ihrem majestätischen Auftreten beeindruckt:

«¡La Macarrona! He aquí la mujer más representativa del baile flamenco. (…) Álzase de su silla con la majestuosa dignidad de una reina de Saba. Soberbiamente. Magníficamente. Sube los brazos sobre la cabeza como si fuese a bendecir al mundo. Los hace serpentear trenzando las manos, que doblan las sombras sobre las sombras de sus ojos. Ha llegado al fondo del tabladillo, tras el revoleo de su falda almidonada oculta al tocaor.) Desde el fondo avanza redoblando su taconeo sobre el tabladillo, del que se alza al polvo como una nube que fuese a elevar hacia el cielo a la bailaora. Lentamente, con una cadencia religiosa, desciende los brazos hasta doblarse a la altura del vientre, que avanza en una lujuriante voluptuosidad.»

„Die Macarrona! Hier haben wir die Frau, die den Flamenco-Tanz am besten charakterisiert. (…) Sie steht mit der majestätischen Würde einer Königin von Saba von ihrem Stuhl auf. Nüchtern. Großartig. Hebt die Arme über den Kopf, als ob sie die Welt segneten. Lässt sie schlängeln, flicht die Hände, so dass deren Schatten sich über die Schatten ihrer Augen beugen. Geht zu Boden auf der kleinen Bühne, nach einem Herumwirbeln ihres gestärkten Rockes, versteckt sich vor dem Gitarristen. Von unten rückt sie vor und verdoppelt ihre Fußschläge auf der Bühne, von der der Staub wie eine Wolke aufsteigt, die die Tänzerin zum Himmel hebt. Langsam, in einer religiösen Kadenz, senkt sie ihre Arme, bis sie sich auf der Höhe ihres Bauches kreuzen, was in luxuriöser Sinnlichkeit mündet.“